# 兴化垛田
兴化垛田，位于江苏省泰州市兴化市，是中华人民共和国江苏省文物保护单位之一。兴化垛田由四面环水的小面积农田组成，具有600多年历史，目前垛田面积达47万亩。 
2011年12月30日，被公布为江苏省文物保护单位，类型为其他。在2014年4月28日至29日联合国粮农组织在罗马召开的全球重要农业文化遗产（GIAHS）指导委员会和专家委员会上，兴化垛田入选全球重要农业文化遗产（GIAHS），这是江苏省目前唯一入选的农业系统。2019年，升至全国重点文物保护单位。